# Brington (Northamptonshire)
Brington – wieś w Anglii, w hrabstwie Northamptonshire, w dystrykcie (unitary authority) West Northamptonshire. Leży 11 km na północny zachód od miasta Northampton i 106 km na północny zachód od Londynu. Miejscowość liczy 482 mieszkańców.